# Darnell Sweeney
Darnell Thomas Sweeney (né le 1er février 1991 à Hollywood, Floride, États-Unis) est un joueur de champ intérieur et de champ extérieur de la Ligue majeure de baseball.

## Carrière
Joueur à l'école secondaire American Heritage de Plantation (Floride), Darnell Thomas est repêché par les Marlins de Miami au 41e tour de sélection en 2009, mais il ignore l'offre pour se joindre aux Knights de l'université du centre de la Floride. Il signe son premier contrat professionnel avec les Dodgers de Los Angeles, qui le repêchent au 13e tour en 2012.
Dans les ligues mineures, Sweeney se démarque par sa polyvalence en évoluant à plusieurs positions en défensive : il joue la majorité de ses matchs à l'arrêt-court et au deuxième but, mais évolue également au champ extérieur, surtout au champ centre. Après une rapide progression au sein du réseau de clubs affiliés des Dodgers de Los Angeles, Sweeney gradue au niveau Triple-A chez les Dodgers d'Oklahoma City en 2015. 
Avec le lanceur droitier des ligues mineures John Richy, Darnell Sweeney est échangé des Dodgers aux Phillies de Philadelphie le 19 août 2015 en retour du vétéran joueur de deuxième but Chase Utley.
Sweeney fait ses débuts dans le baseball majeur avec Philadelphie immédiatement après l'échange, jouant son premier match pour les Phillies le 20 août 2015 face aux Marlins de Miami.
Il retourne aux Dodgers le 11 novembre 2016 lorsque les Phillies échangent Sweeney et son coéquipier Darin Ruf à Los Angeles en retour du joueur de deuxième but Howie Kendrick.